# El codi dels assassins
El codi dels assassins (títol original en anglès The Killers) és una pel·lícula estatunidenca dirigida per Donald Siegel i estrenada l'any 1964.	

## Argument
Un encàrrec arriba a les mans de dos sicaris: eliminar Johnny North, un ex-pilot de curses. No obstant això, quan compleixen la seva missió, es queden sorpresos perquè la víctima no oposa resistència. Això aixeca les sospites de Charlie, un dels sicaris. Junts amb el seu soci, decideixen emprendre una investigació que els porti a descobrir el passat d'en Johnny. A mesura que excaven més profundament, desvetllaran gradualment una xarxa mafiosa que opera des de l'obscuritat.

## Repartiment
- Lee Marvin: Charlie Strom
- Angie Dickinson: Sheila Farr
- John Cassavetes: Johnny North
- Clu Gulager: Lee
- Claude Akins: Earl Sylvester
- Norman Fell: Mickey Farmer
- Ronald Reagan: Jack Browning
- Virginia Christine: Miss Watson
- Don Haggerty: Conductor de correus
- Robert Phillips: George Flemming
- Kathleen O'Malley: Receptionista
- Ted Jacques: Assistent del gimnàs
- Irvin Mosley: Ajudant del conductor de correus
- Jimmy Joyce: Venedor
- Seymour Cassel: Desk Clerk